# Championnat de France de rugby à XV 1904-1905
Navigation
1903-1904 1905-1906

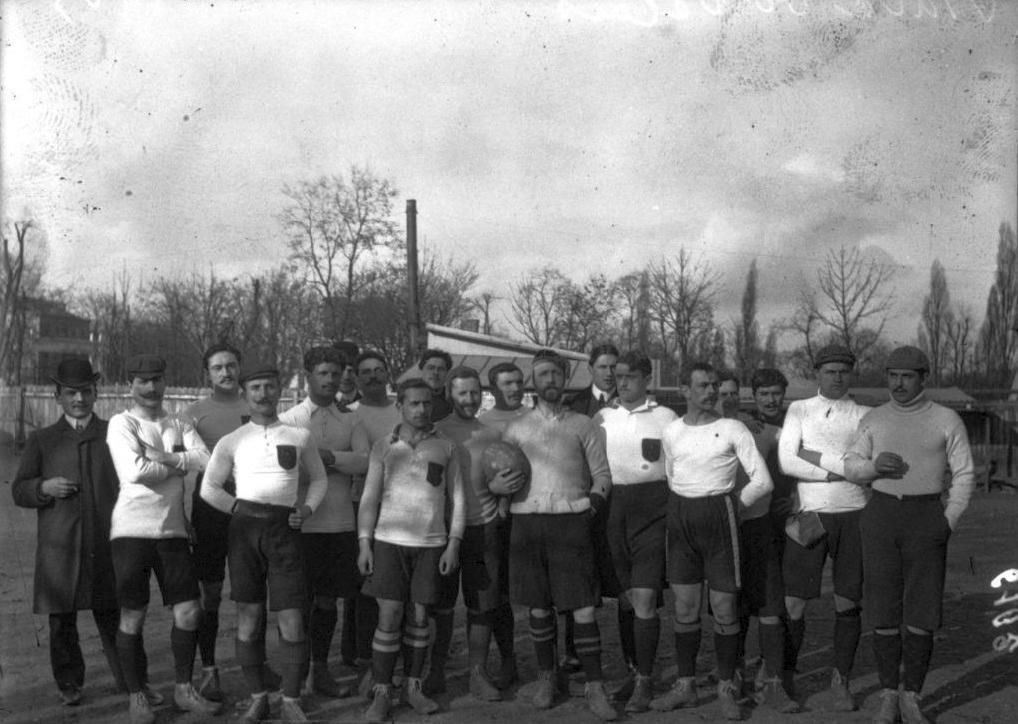
Le Stade bordelais en 1905.

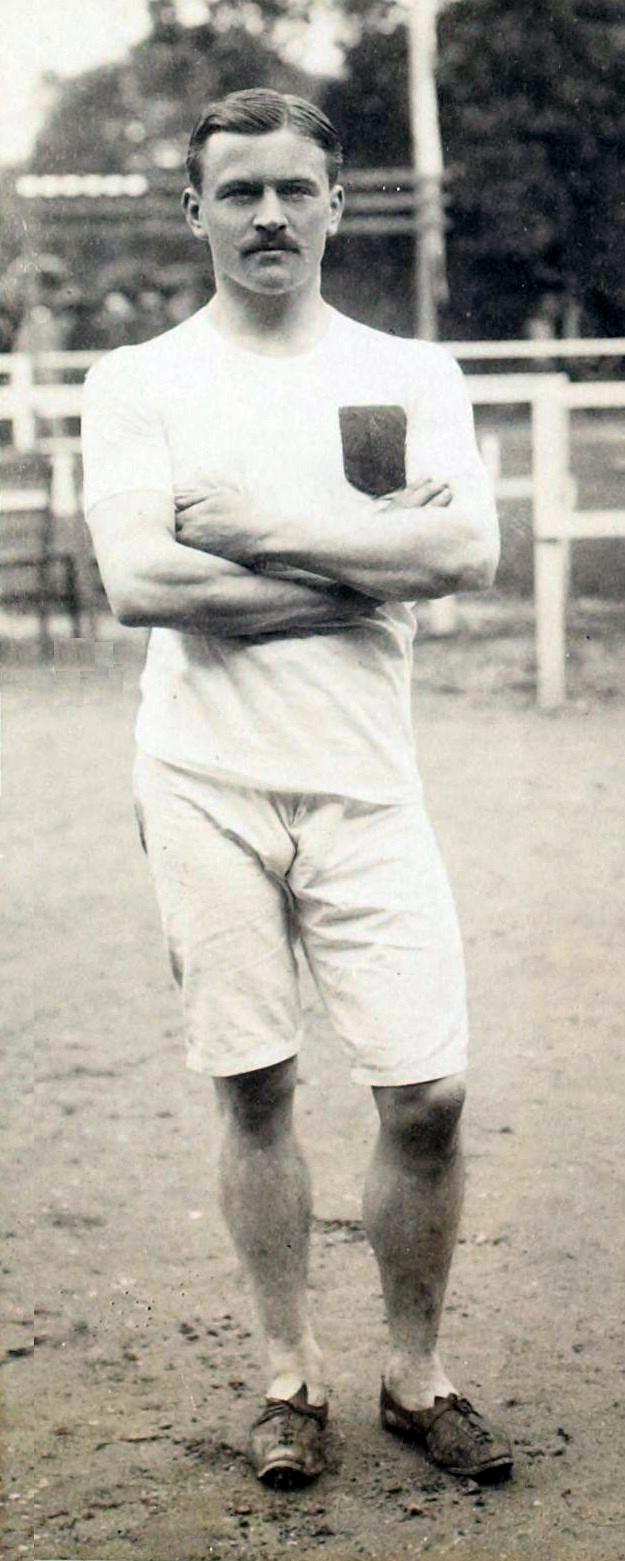
Max Kurtz, capitaine du SBUC lors ce cette édition.

La quatorzième édition du championnat de France de football-rugby de première série de l'USFSA 1904-1905 est remporté par le Stade bordelais UC qui bat le Stade français en finale.
Pour la 2e fois consécutive, les deux équipes se retrouvent en finale, les bordelais conservent leur titre acquis depuis 1904.

## Participants
Les vainqueurs des championnats régionaux de l'USFSA se qualifient pour le championnat de France. L'organisateur augmente le nombre de participants à 12 clubs (à la base au nombre de 13 clubs) pour cette édition.
Les championnats de l'USFSA du Centre-Est, Centre-Sud et de l'Atlantique sont désormais qualifiables pour le championnat.
Les comités régionaux sont obligés de fournir au comité central de l'USFSA les noms des clubs censés être champion sous peine d'être déclaré comme forfait. Celui de Bretagne a été mis forfait pour la compétition.
Ainsi, le CAL de Nevers, Stade poitevin, le RC de Basse-Indre et l'US Tour concourent pour la première fois dans le championnat de France.
Voici les champions de l'édition 1905 :
- Stade grenoblois, champion des Alpes
- Rugby club de Basse-Indre, champion de l'Atlantique
- Forfait - non communiqué, champion de Bretagne
- Club athlétique du lycée de Nevers, champion du Centre-Est
- Union sportive de Tours, champion du Centre-Ouest
- Stade poitevin, champion du Centre-Sud
- Racing club chalonnais, champion de l'Est
- Olympique de Marseille, champion du Littoral
- Le Havre athletic club, champion de la Haute-Normandie
- Stade français champion de Paris
- Stade olympien des étudiants de Toulouse, champion du Sud
- Football club de Lyon, champion du Sud-Est
- Stade bordelais université club, champion du Sud-Ouest

## Organisation
Comme l'an dernier, on réunit les champions régionaux dans des zones interrégionales.
- Région Garonne : Bordeaux, Poitiers et Toulouse
- Région Rhône : Chalon-sur-Saône, Grenoble, Lyon, Marseille et Nevers
- Région Seine et Loire : Couëron, Le Havre, Paris, Tours

Les rencontres ont lieu suivant les tableaux suivants :
- Région Garonne :
  - Match 1 : Centre-Sud contre Sud-Ouest
  - Match 2 : vainqueur 1 contre Sud
- Région Rhône :
  - Match 1 : Centre-Est contre Est
  - Match 2 : Sud-Est contre Littoral
  - Match 3 : vainqueur 2 contre Alpes
  - Finale interrégionale : Garonne contre Rhône
- Région Seine et Loire :
  - Match 1 : Centre-Ouest contre Atlantique
  - Match 2 : vainqueur 1 contre Haute-Normandie
  - Match 3 (« demi-finale 1 du championnat de France ») : vainqueur 2 contre Paris
- Demi-finale 2 du championnat de France : Garonne contre Rhône
- Finale du championnat de France : vainqueur Garonne-Rhône contre vainqueur Seine et Loire

## Résultats

### Tableau final
Le graphique du Championnat n'est pas représentatif de la réalité de l'organisation de l'époque mais permet une meilleure compréhension visuelle aujourd'hui.
|  | 1re éliminatoire            | 1re éliminatoire         |                           |         | 2de éliminatoire              | 2de éliminatoire              |  |  | 3e éliminatoire                                          | 3e éliminatoire                                          |  |  | Demi-finales                  | Demi-finales                  |  |  | Finale                      | Finale                      |
|  | 1re éliminatoire            | 1re éliminatoire         |                           |         | 2de éliminatoire              | 2de éliminatoire              |  |  | 3e éliminatoire                                          | 3e éliminatoire                                          |  |  | Demi-finales                  | Demi-finales                  |  |  | Finale                      | Finale                      |
|  |                             |                          |                           |         |                               |                               |  |  |                                                          |                                                          |  |  |                               |                               |  |  |                             |                             |
|  |                             |                          |                           |         | Le 26 février 1905 au Bouscat | Le 26 février 1905 au Bouscat |  |  | Le 12 mars 1905 à Toulouse et le 26 mars 1905 à Bordeaux | Le 12 mars 1905 à Toulouse et le 26 mars 1905 à Bordeaux |  |  | Le 2 avril 1905 à Saint-Cloud | Le 2 avril 1905 à Saint-Cloud |  |  | Le 16 avril 1905 au Bouscat | Le 16 avril 1905 au Bouscat |
|  |                             |                          |                           |         | Le 26 février 1905 au Bouscat | Le 26 février 1905 au Bouscat |  |  | Le 12 mars 1905 à Toulouse et le 26 mars 1905 à Bordeaux | Le 12 mars 1905 à Toulouse et le 26 mars 1905 à Bordeaux |  |  | Le 2 avril 1905 à Saint-Cloud | Le 2 avril 1905 à Saint-Cloud |  |  | Le 16 avril 1905 au Bouscat | Le 16 avril 1905 au Bouscat |
|  |                             |                          |                           |         | Le 26 février 1905 au Bouscat | Le 26 février 1905 au Bouscat |  |  | Le 12 mars 1905 à Toulouse et le 26 mars 1905 à Bordeaux | Le 12 mars 1905 à Toulouse et le 26 mars 1905 à Bordeaux |  |  | Le 2 avril 1905 à Saint-Cloud | Le 2 avril 1905 à Saint-Cloud |  |  | Le 16 avril 1905 au Bouscat | Le 16 avril 1905 au Bouscat |
|  |                             |                          |                           |         | Le 26 février 1905 au Bouscat | Le 26 février 1905 au Bouscat |  |  | Le 12 mars 1905 à Toulouse et le 26 mars 1905 à Bordeaux | Le 12 mars 1905 à Toulouse et le 26 mars 1905 à Bordeaux |  |  | Le 2 avril 1905 à Saint-Cloud | Le 2 avril 1905 à Saint-Cloud |  |  | Le 16 avril 1905 au Bouscat | Le 16 avril 1905 au Bouscat |
|  |                             |                          |                           |         | Le 26 février 1905 au Bouscat | Le 26 février 1905 au Bouscat |  |  | Le 12 mars 1905 à Toulouse et le 26 mars 1905 à Bordeaux | Le 12 mars 1905 à Toulouse et le 26 mars 1905 à Bordeaux |  |  | Le 2 avril 1905 à Saint-Cloud | Le 2 avril 1905 à Saint-Cloud |  |  | Le 16 avril 1905 au Bouscat | Le 16 avril 1905 au Bouscat |
|  | Stade bordelais UC          | 21                       |                           |         |                               |                               |  |  | Le 12 mars 1905 à Toulouse et le 26 mars 1905 à Bordeaux | Le 12 mars 1905 à Toulouse et le 26 mars 1905 à Bordeaux |  |  | Le 2 avril 1905 à Saint-Cloud | Le 2 avril 1905 à Saint-Cloud |  |  | Le 16 avril 1905 au Bouscat | Le 16 avril 1905 au Bouscat |
|  | Stade bordelais UC          | 21                       |                           |         |                               |                               |  |  | Le 12 mars 1905 à Toulouse et le 26 mars 1905 à Bordeaux | Le 12 mars 1905 à Toulouse et le 26 mars 1905 à Bordeaux |  |  | Le 2 avril 1905 à Saint-Cloud | Le 2 avril 1905 à Saint-Cloud |  |  | Le 16 avril 1905 au Bouscat | Le 16 avril 1905 au Bouscat |
|  |                             | Stade poitevin           | 0                         |         |                               |                               |  |  | Le 12 mars 1905 à Toulouse et le 26 mars 1905 à Bordeaux | Le 12 mars 1905 à Toulouse et le 26 mars 1905 à Bordeaux |  |  | Le 2 avril 1905 à Saint-Cloud | Le 2 avril 1905 à Saint-Cloud |  |  | Le 16 avril 1905 au Bouscat | Le 16 avril 1905 au Bouscat |
|  |                             | Stade poitevin           | 0                         |         |                               |                               |  |  | Le 12 mars 1905 à Toulouse et le 26 mars 1905 à Bordeaux | Le 12 mars 1905 à Toulouse et le 26 mars 1905 à Bordeaux |  |  | Le 2 avril 1905 à Saint-Cloud | Le 2 avril 1905 à Saint-Cloud |  |  | Le 16 avril 1905 au Bouscat | Le 16 avril 1905 au Bouscat |
|  |                             |                          |                           |         |                               |                               |  |  | Le 12 mars 1905 à Toulouse et le 26 mars 1905 à Bordeaux | Le 12 mars 1905 à Toulouse et le 26 mars 1905 à Bordeaux |  |  | Le 2 avril 1905 à Saint-Cloud | Le 2 avril 1905 à Saint-Cloud |  |  | Le 16 avril 1905 au Bouscat | Le 16 avril 1905 au Bouscat |
|  |                             |                          |                           |         |                               |                               |  |  | Le 12 mars 1905 à Toulouse et le 26 mars 1905 à Bordeaux | Le 12 mars 1905 à Toulouse et le 26 mars 1905 à Bordeaux |  |  | Le 2 avril 1905 à Saint-Cloud | Le 2 avril 1905 à Saint-Cloud |  |  | Le 16 avril 1905 au Bouscat | Le 16 avril 1905 au Bouscat |
|  | Stade bordelais UC          | (0) 5                    |                           |         |                               |                               |  |  |                                                          |                                                          |  |  | Le 2 avril 1905 à Saint-Cloud | Le 2 avril 1905 à Saint-Cloud |  |  | Le 16 avril 1905 au Bouscat | Le 16 avril 1905 au Bouscat |
|  | Stade bordelais UC          | (0) 5                    |                           |         |                               |                               |  |  |                                                          |                                                          |  |  | Le 2 avril 1905 à Saint-Cloud | Le 2 avril 1905 à Saint-Cloud |  |  | Le 16 avril 1905 au Bouscat | Le 16 avril 1905 au Bouscat |
|  |                             | SOE de Toulouse          | (0) 3                     |         |                               |                               |  |  |                                                          |                                                          |  |  | Le 2 avril 1905 à Saint-Cloud | Le 2 avril 1905 à Saint-Cloud |  |  | Le 16 avril 1905 au Bouscat | Le 16 avril 1905 au Bouscat |
|  |                             | SOE de Toulouse          | (0) 3                     |         |                               |                               |  |  |                                                          |                                                          |  |  | Le 2 avril 1905 à Saint-Cloud | Le 2 avril 1905 à Saint-Cloud |  |  | Le 16 avril 1905 au Bouscat | Le 16 avril 1905 au Bouscat |
|  | Le 12 mars 1905 à Lyon      |                          |                           |         |                               |                               |  |  |                                                          |                                                          |  |  | Le 2 avril 1905 à Saint-Cloud | Le 2 avril 1905 à Saint-Cloud |  |  | Le 16 avril 1905 au Bouscat | Le 16 avril 1905 au Bouscat |
|  |                             |                          |                           |         |                               |                               |  |  |                                                          |                                                          |  |  | Le 2 avril 1905 à Saint-Cloud | Le 2 avril 1905 à Saint-Cloud |  |  | Le 16 avril 1905 au Bouscat | Le 16 avril 1905 au Bouscat |
|  |                             |                          |                           |         |                               |                               |  |  |                                                          |                                                          |  |  | Le 2 avril 1905 à Saint-Cloud | Le 2 avril 1905 à Saint-Cloud |  |  | Le 16 avril 1905 au Bouscat | Le 16 avril 1905 au Bouscat |
|  |                             |                          |                           |         |                               |                               |  |  |                                                          |                                                          |  |  | Le 2 avril 1905 à Saint-Cloud | Le 2 avril 1905 à Saint-Cloud |  |  | Le 16 avril 1905 au Bouscat | Le 16 avril 1905 au Bouscat |
|  |                             |                          |                           |         |                               |                               |  |  |                                                          |                                                          |  |  | Le 2 avril 1905 à Saint-Cloud | Le 2 avril 1905 à Saint-Cloud |  |  | Le 16 avril 1905 au Bouscat | Le 16 avril 1905 au Bouscat |
|  |                             |                          |                           |         |                               |                               |  |  |                                                          |                                                          |  |  | Le 2 avril 1905 à Saint-Cloud | Le 2 avril 1905 à Saint-Cloud |  |  | Le 16 avril 1905 au Bouscat | Le 16 avril 1905 au Bouscat |
|  | Le 5 mars 1905 à Lyon       |                          |                           |         |                               |                               |  |  |                                                          |                                                          |  |  | Le 2 avril 1905 à Saint-Cloud | Le 2 avril 1905 à Saint-Cloud |  |  | Le 16 avril 1905 au Bouscat | Le 16 avril 1905 au Bouscat |
|  |                             |                          |                           |         |                               |                               |  |  |                                                          |                                                          |  |  | Le 2 avril 1905 à Saint-Cloud | Le 2 avril 1905 à Saint-Cloud |  |  | Le 16 avril 1905 au Bouscat | Le 16 avril 1905 au Bouscat |
|  | Stade bordelais UC          | 14                       |                           |         |                               |                               |  |  |                                                          |                                                          |  |  |                               |                               |  |  | Le 16 avril 1905 au Bouscat | Le 16 avril 1905 au Bouscat |
|  | Stade bordelais UC          | 14                       | Le 26 février 1905 à Lyon |         |                               |                               |  |  |                                                          |                                                          |  |  |                               |                               |  |  | Le 16 avril 1905 au Bouscat | Le 16 avril 1905 au Bouscat |
|  |                             | FC de Lyon               | 3                         |         |                               |                               |  |  |                                                          |                                                          |  |  |                               |                               |  |  | Le 16 avril 1905 au Bouscat | Le 16 avril 1905 au Bouscat |
|  | FC de Lyon                  | FC de Lyon               | 3                         | 24      |                               |                               |  |  |                                                          |                                                          |  |  |                               |                               |  |  | Le 16 avril 1905 au Bouscat | Le 16 avril 1905 au Bouscat |
|  | FC de Lyon                  | Le 26 mars 1905 au Havre |                           | 24      |                               |                               |  |  |                                                          |                                                          |  |  |                               |                               |  |  | Le 16 avril 1905 au Bouscat | Le 16 avril 1905 au Bouscat |
|  | Olympique de Marseille      | 3                        |                           |         |                               |                               |  |  |                                                          |                                                          |  |  |                               |                               |  |  | Le 16 avril 1905 au Bouscat | Le 16 avril 1905 au Bouscat |
|  | Olympique de Marseille      | 3                        | FC de Lyon                | Forfait |                               |                               |  |  |                                                          |                                                          |  |  |                               |                               |  |  | Le 16 avril 1905 au Bouscat | Le 16 avril 1905 au Bouscat |
|  |                             |                          | FC de Lyon                | Forfait |                               |                               |  |  |                                                          |                                                          |  |  |                               |                               |  |  | Le 16 avril 1905 au Bouscat | Le 16 avril 1905 au Bouscat |
|  |                             | Stade grenoblois         | -                         |         |                               |                               |  |  |                                                          |                                                          |  |  |                               |                               |  |  | Le 16 avril 1905 au Bouscat | Le 16 avril 1905 au Bouscat |
|  |                             | Stade grenoblois         | -                         |         |                               |                               |  |  |                                                          |                                                          |  |  |                               |                               |  |  | Le 16 avril 1905 au Bouscat | Le 16 avril 1905 au Bouscat |
|  | Le 26 février 1905 à Autun  |                          |                           |         |                               |                               |  |  |                                                          |                                                          |  |  |                               |                               |  |  | Le 16 avril 1905 au Bouscat | Le 16 avril 1905 au Bouscat |
|  |                             |                          |                           |         |                               |                               |  |  |                                                          |                                                          |  |  |                               |                               |  |  | Le 16 avril 1905 au Bouscat | Le 16 avril 1905 au Bouscat |
|  | FC de Lyon                  | Forfait                  |                           |         |                               |                               |  |  |                                                          |                                                          |  |  |                               |                               |  |  | Le 16 avril 1905 au Bouscat | Le 16 avril 1905 au Bouscat |
|  | FC de Lyon                  | Forfait                  |                           |         |                               |                               |  |  |                                                          |                                                          |  |  |                               |                               |  |  | Le 16 avril 1905 au Bouscat | Le 16 avril 1905 au Bouscat |
|  |                             | CAL de Nevers            | -                         |         |                               |                               |  |  |                                                          |                                                          |  |  |                               |                               |  |  | Le 16 avril 1905 au Bouscat | Le 16 avril 1905 au Bouscat |
|  |                             | CAL de Nevers            | -                         |         |                               |                               |  |  |                                                          |                                                          |  |  |                               |                               |  |  | Le 16 avril 1905 au Bouscat | Le 16 avril 1905 au Bouscat |
|  | Le 12 mars 1905 à Paris     |                          |                           |         |                               |                               |  |  |                                                          |                                                          |  |  |                               |                               |  |  | Le 16 avril 1905 au Bouscat | Le 16 avril 1905 au Bouscat |
|  |                             |                          |                           |         |                               |                               |  |  |                                                          |                                                          |  |  |                               |                               |  |  | Le 16 avril 1905 au Bouscat | Le 16 avril 1905 au Bouscat |
|  | CAL de Nevers               | 9                        |                           |         |                               |                               |  |  |                                                          |                                                          |  |  |                               |                               |  |  | Le 16 avril 1905 au Bouscat | Le 16 avril 1905 au Bouscat |
|  | CAL de Nevers               | 9                        |                           |         |                               |                               |  |  |                                                          |                                                          |  |  |                               |                               |  |  | Le 16 avril 1905 au Bouscat | Le 16 avril 1905 au Bouscat |
|  |                             | RC Chalon                | 3                         |         |                               |                               |  |  |                                                          |                                                          |  |  |                               |                               |  |  | Le 16 avril 1905 au Bouscat | Le 16 avril 1905 au Bouscat |
|  |                             | RC Chalon                | 3                         |         |                               |                               |  |  |                                                          |                                                          |  |  |                               |                               |  |  | Le 16 avril 1905 au Bouscat | Le 16 avril 1905 au Bouscat |
|  | Le 26 février 1905 à Nantes |                          |                           |         |                               |                               |  |  |                                                          |                                                          |  |  |                               |                               |  |  | Le 16 avril 1905 au Bouscat | Le 16 avril 1905 au Bouscat |
|  |                             |                          |                           |         |                               |                               |  |  |                                                          |                                                          |  |  |                               |                               |  |  | Le 16 avril 1905 au Bouscat | Le 16 avril 1905 au Bouscat |
|  | Stade bordelais UC          | 12                       |                           |         |                               |                               |  |  |                                                          |                                                          |  |  |                               |                               |  |  |                             |                             |
|  | Stade bordelais UC          | 12                       |                           |         |                               |                               |  |  |                                                          |                                                          |  |  |                               |                               |  |  |                             |                             |
|  |                             | Stade français           | 3                         |         |                               |                               |  |  |                                                          |                                                          |  |  |                               |                               |  |  |                             |                             |
|  |                             | Stade français           | 3                         |         |                               |                               |  |  |                                                          |                                                          |  |  |                               |                               |  |  |                             |                             |
|  |                             |                          |                           |         |                               |                               |  |  |                                                          |                                                          |  |  |                               |                               |  |  |                             |                             |
|  |                             |                          |                           |         |                               |                               |  |  |                                                          |                                                          |  |  |                               |                               |  |  |                             |                             |
|  | US Tours                    | 42                       |                           |         |                               |                               |  |  |                                                          |                                                          |  |  |                               |                               |  |  |                             |                             |
|  | US Tours                    | 42                       |                           |         |                               |                               |  |  |                                                          |                                                          |  |  |                               |                               |  |  |                             |                             |
|  |                             | RC de Basse-Indre        | 0                         |         |                               |                               |  |  |                                                          |                                                          |  |  |                               |                               |  |  |                             |                             |
|  |                             | RC de Basse-Indre        | 0                         |         |                               |                               |  |  |                                                          |                                                          |  |  |                               |                               |  |  |                             |                             |
|  |                             |                          |                           |         |                               |                               |  |  |                                                          |                                                          |  |  |                               |                               |  |  |                             |                             |
|  |                             |                          |                           |         |                               |                               |  |  |                                                          |                                                          |  |  |                               |                               |  |  |                             |                             |
|  | Le Havre AC                 | 26                       |                           |         |                               |                               |  |  |                                                          |                                                          |  |  |                               |                               |  |  |                             |                             |
|  | Le Havre AC                 | 26                       |                           |         |                               |                               |  |  |                                                          |                                                          |  |  |                               |                               |  |  |                             |                             |
|  |                             | US Tours                 | 3                         |         |                               |                               |  |  |                                                          |                                                          |  |  |                               |                               |  |  |                             |                             |
|  |                             | US Tours                 | 3                         |         |                               |                               |  |  |                                                          |                                                          |  |  |                               |                               |  |  |                             |                             |
|  |                             |                          |                           |         |                               |                               |  |  |                                                          |                                                          |  |  |                               |                               |  |  |                             |                             |
|  |                             |                          |                           |         |                               |                               |  |  |                                                          |                                                          |  |  |                               |                               |  |  |                             |                             |
|  |                             |                          |                           |         |                               |                               |  |  |                                                          |                                                          |  |  |                               |                               |  |  |                             |                             |
|  |                             |                          |                           |         |                               |                               |  |  |                                                          |                                                          |  |  |                               |                               |  |  |                             |                             |
|  |                             |                          |                           |         |                               |                               |  |  |                                                          |                                                          |  |  |                               |                               |  |  |                             |                             |
|  |                             |                          |                           |         |                               |                               |  |  |                                                          |                                                          |  |  |                               |                               |  |  |                             |                             |
|  |                             |                          |                           |         |                               |                               |  |  |                                                          |                                                          |  |  |                               |                               |  |  |                             |                             |
|  |                             |                          |                           |         |                               |                               |  |  |                                                          |                                                          |  |  |                               |                               |  |  |                             |                             |
|  | Le Havre AC                 | 0                        |                           |         |                               |                               |  |  |                                                          |                                                          |  |  |                               |                               |  |  |                             |                             |
|  | Le Havre AC                 | 0                        |                           |         |                               |                               |  |  |                                                          |                                                          |  |  |                               |                               |  |  |                             |                             |
|  |                             | Stade français           | 8                         |         |                               |                               |  |  |                                                          |                                                          |  |  |                               |                               |  |  |                             |                             |
|  |                             | Stade français           | 8                         |         |                               |                               |  |  |                                                          |                                                          |  |  |                               |                               |  |  |                             |                             |
|  |                             |                          |                           |         |                               |                               |  |  |                                                          |                                                          |  |  |                               |                               |  |  |                             |                             |
|  |                             |                          |                           |         |                               |                               |  |  |                                                          |                                                          |  |  |                               |                               |  |  |                             |                             |
|  |                             |                          |                           |         |                               |                               |  |  |                                                          |                                                          |  |  |                               |                               |  |  |                             |                             |
|  |                             |                          |                           |         |                               |                               |  |  |                                                          |                                                          |  |  |                               |                               |  |  |                             |                             |
|  |                             |                          |                           |         |                               |                               |  |  |                                                          |                                                          |  |  |                               |                               |  |  |                             |                             |
|  |                             |                          |                           |         |                               |                               |  |  |                                                          |                                                          |  |  |                               |                               |  |  |                             |                             |
|  |                             |                          |                           |         |                               |                               |  |  |                                                          |                                                          |  |  |                               |                               |  |  |                             |                             |
|  |                             |                          |                           |         |                               |                               |  |  |                                                          |                                                          |  |  |                               |                               |  |  |                             |                             |
|  |                             |                          |                           |         |                               |                               |  |  |                                                          |                                                          |  |  |                               |                               |  |  |                             |                             |
|  |                             |                          |                           |         |                               |                               |  |  |                                                          |                                                          |  |  |                               |                               |  |  |                             |                             |
|  |                             |                          |                           |         |                               |                               |  |  |                                                          |                                                          |  |  |                               |                               |  |  |                             |                             |
|  |                             |                          |                           |         |                               |                               |  |  |                                                          |                                                          |  |  |                               |                               |  |  |                             |                             |
|  |                             |                          |                           |         |                               |                               |  |  |                                                          |                                                          |  |  |                               |                               |  |  |                             |                             |
|  |                             |                          |                           |         |                               |                               |  |  |                                                          |                                                          |  |  |                               |                               |  |  |                             |                             |
|  |                             |                          |                           |         |                               |                               |  |  |                                                          |                                                          |  |  |                               |                               |  |  |                             |                             |
|  |                             |                          |                           |         |                               |                               |  |  |                                                          |                                                          |  |  |                               |                               |  |  |                             |                             |
|  |                             |                          |                           |         |                               |                               |  |  |                                                          |                                                          |  |  |                               |                               |  |  |                             |                             |
|  |                             |                          |                           |         |                               |                               |  |  |                                                          |                                                          |  |  |                               |                               |  |  |                             |                             |
|  |                             |                          |                           |         |                               |                               |  |  |                                                          |                                                          |  |  |                               |                               |  |  |                             |                             |
|  |                             |                          |                           |         |                               |                               |  |  |                                                          |                                                          |  |  |                               |                               |  |  |                             |                             |
|  |                             |                          |                           |         |                               |                               |  |  |                                                          |                                                          |  |  |                               |                               |  |  |                             |                             |

### Détails des rencontres

#### Centre-Sud contre Sud-Ouest
Le 26 février 1905, Bordeaux reçoit sur son terrain le Stade poitevin. Environ mille spectateurs sont venus voir les débuts de Poitiers contre les champions de France en titre. Si le début de mi-temps fut dominés par les poitevins, le compteur s'ouvrit pour Bordeaux avec l'essai en force de Jauréguibier. Cailhol et Masse suivirent par la suite et à la mi-temps, le SBUC mène 9-0.
En seconde période, Cailhol réouvre le compteur. Thil marque le cinquième essai. Jauréguibier file marquer un nouvel essai mais Gross-Droz le sauve et inscrit le sixième. En fin de partie, Bruneau marque le septième et dernier essai.
Le SBUC est victorieux par 21 à néant.

#### Sud-Est contre Littoral
Sur son terrain du Grand-Pré, le FCL reçoit Marseille. Cette rencontre était est mée à être disputée malgré les absences des cadres lyonnais tels que Cessieux, Vuillermet et Fischer mais Lyon en ressort victorieux (24-0). Les marseillais n'ont pas réussi à rivaliser face aux rhodaniens. On remarque quelques joueurs phocéens pour leur jeu comme Bideleux mais c'est bien les lyonnais qui ont marqués les esprits durant le match. Ils ont aplati 6 fois le ballon derrière la ligne d'en but, Desthieux (3), Lambking, Turc, G. Cave et deux buts.
Lyon bat Marseille sur le score de 24 à 0.

#### Atlantique contre Centre-Ouest
Sur le terrain du SCU nantais, Couëron affronte Tours. Pour leur première, l'UST vainc le RC de Basse-Indre sur le score de 42 à rien. C'est 8 essais, 5 pénalités et 2 drops qui sont inscrits par les tourangeaux.

#### Centre Est contre Est
Le CA du Lycée de Nevers affronte le RC Chalon et c'est sur le score de 3 essais à un seul que les nivernais se qualifie pour le prochain tour.

#### Champion de la Garonne, Sud contre Sud-Ouest

##### SOET contre SBUC du 12 mars 1905
C'est à la prairie des Filtres que la rencontre entre le champion de France en titre et le vainqueur du championnat du Sud se déroule. On note l'absence du capitaine allemand Kurtz, ayant raté le train pour la ville rose et remplacé par Noël.
Devant 4000 personnes et sous un temps grisonnant, les deux formations se rendaient coup pour coup et aucun des deux n'eussent réussis à inscrire le moindre point. Ainsi, l'arbitre Cyril Rutherford du RCF fit disputer deux prolongations de 10 minutes afin d'essayer de départager les deux villes sudistes. Il s'agit de la première partie jouée en prolongation dans le championnat. Si Toulouse domina le match, Bordeaux fut pendant les prolongations selon Charles Brennus, président de la commission de football-rugby de l'USFSA, et présent comme officiel de l'organisateur pour ce match.
Les bordelais demanda à l'arbitre d'arrêter le match car la pluie, s'étant invitée en fin de seconde partie, rendait la pelouse boueuse et impraticable. Refusant dans un premier temps, Rutherford a dû se résoudre de siffler la fin de la rencontre.
Aucun vainqueur, les journalistes de La Dépêche espère que l'USFSA considèrera que le SBUC sera déclaré forfait de par sa volonté de vouloir stopper le match. Cependant, l'USFSA décide que le match sera à rejouer mais sur le terrain du SBUC.

##### SBUC contre SOET du 26 mars 1905
Le match est reprogrammé sur le terrain de la route du Médoc au Bouscat. Selon l'Auto, les contestations toulousaines, sur le forfait de Bordeaux du 12 mars, avaient donné une saveur particulière à cette rencontre là et plus de 6000 personnes sont venus voir Bordeaux-Toulouse. On remarque que parmi cette foule, quelques toulousains ont fait le déplacement pour voir ce match.
M. Rutherford arbitre le match et le coup d'envoi est donné vers 15h. Nouvelle bataille et même combat rugueux, les toulousains tiennent tête aux bordelais. Après deux mêlées, ils essayent d'inscrire un essai mais face à une belle défense bordelaise, ils échouent. Suite à une mêlée, une passe de Laporte à Thil permet d'inscrire un essai transformé pour le SBUC.
Sur une attaque toulousaine, les joueurs sont poussés en touche et le demi bordelais Mazières se blesse au bras et doit sortir. Peu de temps après, Willy va inscrire l'essai toulousain mais la transformation sera manqué provoquant alors peu de temps après la fin de la première période.
En seconde période, le jeu reste très cadenassé mais les bordelais dominent les dix dernières minutes et maintiennent le score à 5 points à 3.

#### Sud-Est contre Alpes
Le Stade grenoblois a télégraphié au FC de Lyon et à l'USFSA que, pour sa rencontre du 5 mars, ils déclaraient forfait.

#### Haute-Normandie contre Centre-Ouest
Le 12 mars, au Vélodrome du Parc des Princes, Le Havre reçoit Tours. Disputé, le premier essai vient des havrais qui marque en force. Les tourangeaux ne s'avouent pas vaincus et répondent par essai en retour. Très vite, le HAC inscrit un essai par Coulon qui remarque quelques minutes un essai transformé par le capitaine Wood.
Onze à trois à la mi-temps et à la reprise, Coulon passe un but sur coup franc. Carré inscrit le cinquième essai qui est transformé. Coulon inscrit le dernier essai de la rencontre, impitoyables, le Havre vainc Tour 26 à 3 pour un total de 6 essais, 2 transformations et 1 « but sur coup tombé » à un essai.

#### Champion du Rhône, Sud-Est contre Centre-Est
Le CA du Lycée de Nevers déclare forfait contre le FC de Lyon prévu sur le terrain de ce dernier.

#### Champion de la Seine et de la Loire (demi-finale), Manche contre Paris
Le 26 mars 1905, sur le terrain du HAC, le Stade français entre dans la compétition. Bien que dominateurs face à Tours, les havrais succombent aux parisiens désireux de redisputer une finale contre Bordeaux. Sans suspenses, le Stade français inscrit un essai par Mouronval et transformé par Beaurin-Gressier dès la première minute du match. Henri Marescal inscrivit le suivant.
Stade français victorieux par huit à zéro.

#### Finale interrégionale (demi-finale), Garonne contre Rhône
C'est sur le terrain de La Faisanderie de Saint-Cloud que Lyon et Bordeaux se retrouvent pour la quatrième fois à ce stade de la compétition. Raoul Saulnier du Stade français « s'était costumé en Annamite pour arbitrer ». Membre de la commission de l'USFSA, il est sévèrement critiqué par les journalistes et spectateurs lors de l'arbitrage de ce match.
Les défenses ont du travail face aux attaques des uns et des autres mais c'est bien les bordelais qui marquent en premier grâce à Dufourcq. Les lyonnais se voit un essai de Cessieux refusé par l'arbitre, valable selon les chroniqueurs présents sur place. Des suites de cette action, le SBUC tente de marquer à trois reprises mais sauvés par les efforts défensifs lyonnais. Par ailleurs, l'arbitre accorde un coup franc aux lyonnais qui inscrivent leur seuls points du match par Desthieux. 3 partout à la mi-temps.
Dans le second acte, Vuillermet va pour marquer mais se fait déchirer la culotte, l'arbitre suspend le chronomètre pour changement de short. Quelques actions après, Laffitte inscrit un essai, qualifié de douteux par les spectateurs mais accordé par Saulnier. Gross-Droz est expulsé de la partie après un coup de poing sur Cessieux mais l'arbitre revient sur sa décision. Le jeu reprend et les avants bordelais bloquent les attaques lyonnaises et plus tard Hélier Thil va inscrire le troisième essai bordelais. Suite à une action en touche, Lacassagne est prié de sortir du terrain sur blessure et pris en charge par son coéquipier et docteur Jean Rachou. La fin approche et Bruneau marque un essai transformé par le capitaine Kurtz.
Le SBUC remporte la partie 14 à 3 et va défendre son titre de champion de France face au finaliste de l'an dernier.

## Finale

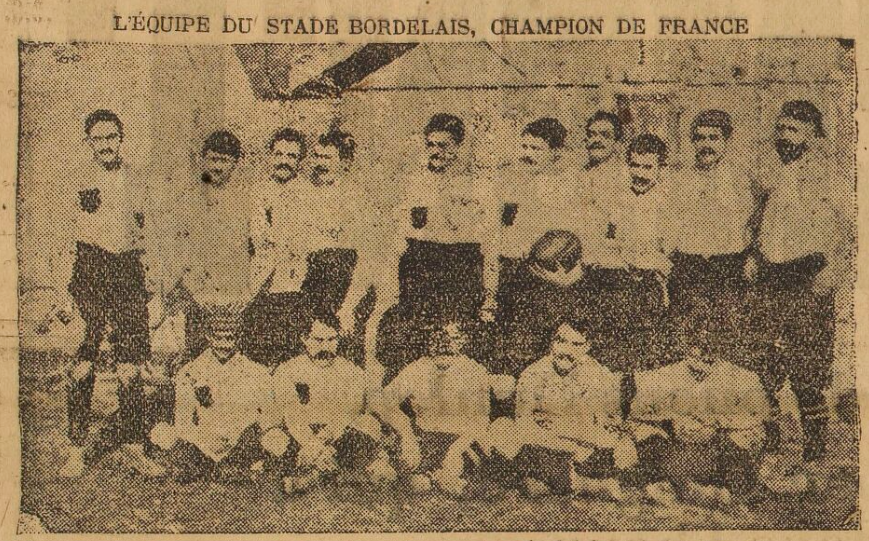
Le SBUC champion de France 1905, photographie de l'Auto du 17 avril.

Le dimanche 16 avril 1905 sur le terrain du SBUC a lieu la quatrième finale entre le Stade bordelais et le Stade français.
Beaucoup de personnes se réunissent autour du terrain de la route du Médoc pour assister à ce match. On compte 6000 spectateurs venus voir cette finale. Concernant les joueurs, l'équipe du SBUC est au complet et celle du SF subit des changements de dernières minutes. Louis Dedet reprend du service et disputer sa dernière finale à la place de Leduc, Lheurre remplace Gallichon, et Communeau préféré à Gaudermen absent.
L'arbitre Cyril Rutherford du RCF lance la partie vers 15h qui voit la pluie arriver. Paris domine malgré une forte résistance bordelaise mais de nombreux hors-jeux permets à Bordeaux de récupérer les ballons. Néanmoins, une belle défense bordelaise bloque toutes actions d'essais pour les parisiens. Toujours disputé, les bordelais arrivent à franchir les lignes du SF et Lacassagne vient inscrire un essai non transformé.
En seconde période, Muir relance le jeu de la pire des manières et Bordeaux reprend la situation en main. Sur une touche, les bordelais porte la balle et Thill dans sa lancée transperce la défense adverse devant Marescal et inscrit le second essai. Paris réagit mais l'arrière parisien commet un avant après avoir été pris par Laporte et Bruneau se lance pour inscrire un essai refusé de par cette faute. Après un autre temps de jeu, la même faute se réitère mais l'avantage est pour Bordeaux qui permet à Lacassagne d'inscrire le troisième essai. La foule applaudie et hurle de bonheur et à la reprise du jeu, Bordeaux va inscrire un nouvel essai par Jauréguiber.
À la fin du match, Rutherford s'apprêtant à siffler la fin du match, on vit une interception de Talencé passant la balle à Vareilles remontant tout le terrain pour aller inscrire un essai pour l'honneur des parisiens.
Le Stade bordelais UC conserve son titre acquis la saison suivante et devient pour la 3e fois champion de France.
| Dimanche 16 avril 1905 15h | Stade bordelais UC                            | 12 - 3 (3 - 0) | Stade français       | Terrain de la route du Médoc, Le Bouscat 6 000 spectateurs Arbitre : Cyril Rutherford |
| Dimanche 16 avril 1905 15h | Essai(s) : Lacassagne (2), Thill, Jauréguiber |                | Essai(s) : Vareilles | Terrain de la route du Médoc, Le Bouscat 6 000 spectateurs Arbitre : Cyril Rutherford |
| Dimanche 16 avril 1905 15h |                                               |                |                      | Terrain de la route du Médoc, Le Bouscat 6 000 spectateurs Arbitre : Cyril Rutherford |